# Aegus curvus
Aegus curvus es una especie de coleóptero de la familia Lucanidae.

## Distribución geográfica
Habita en Vietnam.